# Эрли-Бич
Эрли-Бич (англ. Airlie Beach) — небольшой город в восточной части австралийского штата Квинсленд, относится к району Уитсанди (англ. Whitsunday). Население города по оценкам на 2006 год составляло примерно 2750 человек. Ближайшие крупные города — Маккай (расположен в 130 километрах на юге) и Таунсвилл (расположен в 250 километрах на северо-западе).

## География
Эрли-Бич расположен на небольшом полуострове на берегу Кораллового моря. Местность района — горы, высотой до 450 метров, подступающие к самому побережью. В 15 километрах восточнее города начинаются острова Уитсанди (англ. Whitsunday Islands). В 60 километрах от Эрли-Бич расположен Большой барьерный риф.

## История
Первым европейцем, проплывшим мимо берегов Эрли-Бич был Джеймс Кук. Это было в июне 1770 года, во время его первого кругосветного плавания. Именно Кук назвал группу близлежащих островов «Уитсанди», так как он проплывал мимо них во время церковного праздника Пятидесятницы (англ. Whit Sunday).

## Туризм
Эрли-Бич это небольшой курортный городок, который большую часть дохода получает от туристической отрасли, рассчитанной в основном на австралийских туристов. В городе расположено большое количество гостиниц, домов отдыха, пляжей, кафе и ресторанов. Основными достопримечательностями района являются расположенные рядом острова Уитсанди и Большой барьерный риф.
Местный аэропорт предлагает воздушные экскурсии к коралловым рифам, также здесь налажено вертолетное сообщение со всеми крупными соседними островами. Самым часто фотографируемым с воздуха объектом здесь является «Риф-Сердце» (англ. Heart Reef). Этот коралловый риф диаметром 15 метров имеет форму знака, обычно обозначающего сердце или любовь. Для любителей подводного плавания из порта Эрли-Бич к Большому барьерному рифу организуются специальные дайвинг-туры.
В районе Эрли-Бич много красивых песчаных пляжей, большая часть которых расположена на островах Уитсанди. Однако, при купании в здешних водах необходимо помнить о том, что в период с ноября по май резко возрастает вероятность встретиться с ядовитыми медузами. Здесь обитают различные виды ядовитых медуз, например Корнероты, Медуза ируканджи, Португальский кораблик, но самой знаменитой среди них является «Морская оса», смерть от ожога которой наступает в течение трёх минут. Безопасно купаться можно только в искусственной лагуне (англ. Swimming Lagoon) — большом бассейне, построенном в восточной части города на берегу моря или на небольших участках пляжей, огороженных защитной сеткой.
Эрли-Бич вместе с архипелагом Уитсанди является одним из самых популярных мест для занятий парусным спортом, во всей Австралии. Каждый август здесь проводятся гонки на яхтах — Meridien Marinas Airlie Beach Race Week.
Подавляющее большинство островов Уитсанди являются национальными парками, в результате чего они необитаемы. Благодаря этому природу островов удалось сохранить в своём естественном, нетронутом состоянии. Из 74 островов 8 заселены, 11 превращены в экзотические курорты. Самые известные курорты расположены на островах «Хеймен» (англ. Hayman), «Гамильтон» (англ. Hamilton) и «Дэйдрим» (англ. Daydream). На острове «Уитсанди» (англ. Whitsunday Island) расположен знаменитый пляж «Уитхевен», считающийся одним из красивейших пляжей мира.

## Климат
Эрли-Бич расположен на границе двух климатических зон — субтропической и тропической. В году здесь можно выделить два различных периода — сезон дождей, который длится с декабря по апрель, и сухой сезон с мая по ноябрь, в среднем за год выпадает около 1760 мм осадков. Летом, в течение дня, температура может превышать 30 °C, а к ночи снижается до 24 °C. В течение зимы дневная температура колеблется около 23 °C, средняя ночная температура около 18 °C.
| Показатель                                                              | Янв.  | Фев.  | Март  | Апр.  | Май   | Июнь  | Июль | Авг. | Сен. | Окт. | Нояб. | Дек.  | Год    |
| ----------------------------------------------------------------------- | ----- | ----- | ----- | ----- | ----- | ----- | ---- | ---- | ---- | ---- | ----- | ----- | ------ |
| Средний суточный максимум, °C                                           | 30,4  | 30,1  | 28,8  | 27,1  | 24,8  | 22,4  | 21,9 | 22,9 | 25,4 | 27,6 | 29,1  | 30,0  | 26,7   |
| Средний суточный минимум, °C                                            | 24,9  | 24,9  | 24,0  | 22,6  | 20,8  | 18,4  | 17,6 | 18,1 | 19,8 | 21,8 | 23,3  | 24,4  | 21,7   |
| Норма осадков, мм                                                       | 257,1 | 347,9 | 225,2 | 205,6 | 136,6 | 102,9 | 69,0 | 47,2 | 23,7 | 48,0 | 88,5  | 194,2 | 1766,6 |
| Источник: http://www.bom.gov.au/climate/averages/tables/cw_033255.shtml |       |       |       |       |       |       |      |      |      |      |       |       |        |

## Фотографии
- Эрли-Бич, вид побережья с холма
- Причалы частных катеров и яхт
- Причал Абел-Пойнт
- Остров Уитсанди, пляж Уитхевен
- Остров Уитсанди, пляж Уитхевен